# Tüskés tőkegomba
A tüskés tőkegomba (Pholiota squarrosa) a harmatgombafélék családjába tartozó, Európában és Észak-Amerikában honos, lombos fák elhalt törzsén élő, nem ehető gombafaj. 

## Megjelenése
A tüskés tőkegomba kalapja 3-12 cm széles, alakja domború, amely idővel széles domborúan vagy széles harangszerűen kiterül. Alapszíne sárgás, de száraz felszínét feltűnő sárgásbarna vagy vörösbarna pikkelyek borítják. Pereme burokmaradványoktól cafrangos lehet. 
Húsa fehéres vagy kissé sárgás. Kissé retek- vagy fokhagymaszagú, íze némileg kesernyés.  
Sűrű lemezei tönkhöz nőttek vagy kissé lefutók. Színük fiatalon fehéres vagy kissé sárgás, a spórák érésével először zöldessárgára, majd rozsdabarnára sötétednek. Egészen fiatalon részleges burok védi őket.  
Tönkje 4-12 cm magas és max. 1,5 cm vastag. Felszíne száraz. Színe sárgás, a tüskés-pikkelyes gallérig vagy gallérzónáig sárgásbarna vagy vörösbarna pikkelyek borítják; a gallér fölött halványabb színű és sima. 
Spórapora fahéjbarna. Spórája többé-kevésbé elliptikus, sima, mérete 6-8 x 4-5 µm.

### Hasonló fajok
A fakópikkelyes tőkegomba, a rozsdasárga tőkegomba, a sötétpikkelyes tőkegomba vagy a gyűrűs tuskógomba hasonlíthat hozzá. 

## Elterjedése és termőhelye
Európában és Észak-Amerikában honos. 
Elsősorban lombos fák (ritkábban fenyők) elhalt vagy meggyengült törzsén, tövénél él, többnyire nagyobb csoportokban; anyagukban fehérkorhadást okoz. Gyenge parazita is lehet. Szeptembertől novemberig terem. 
Nem ehető, egyes források szerint enyhén mérgező, emésztőszervi panaszokat okoz.    

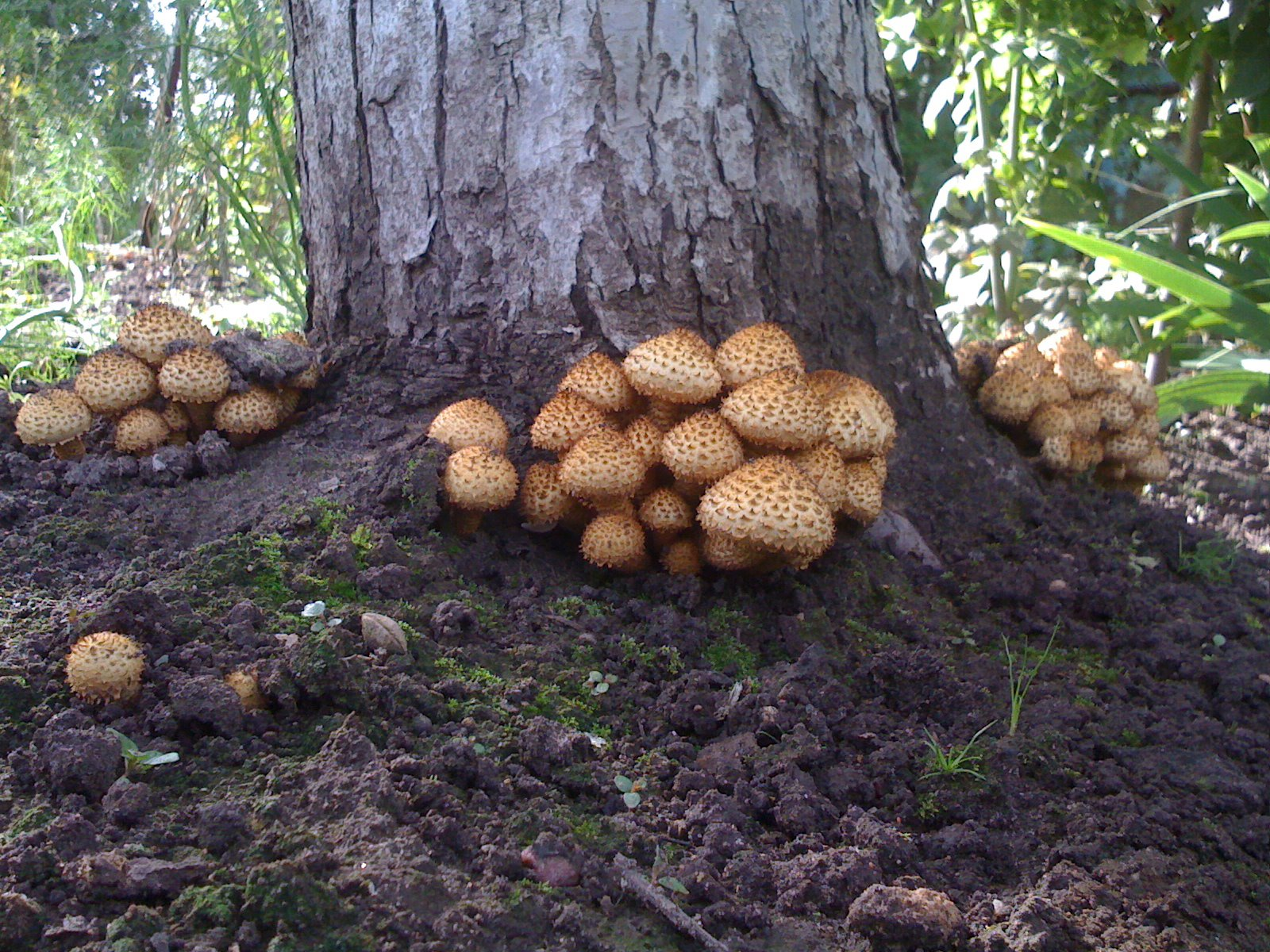
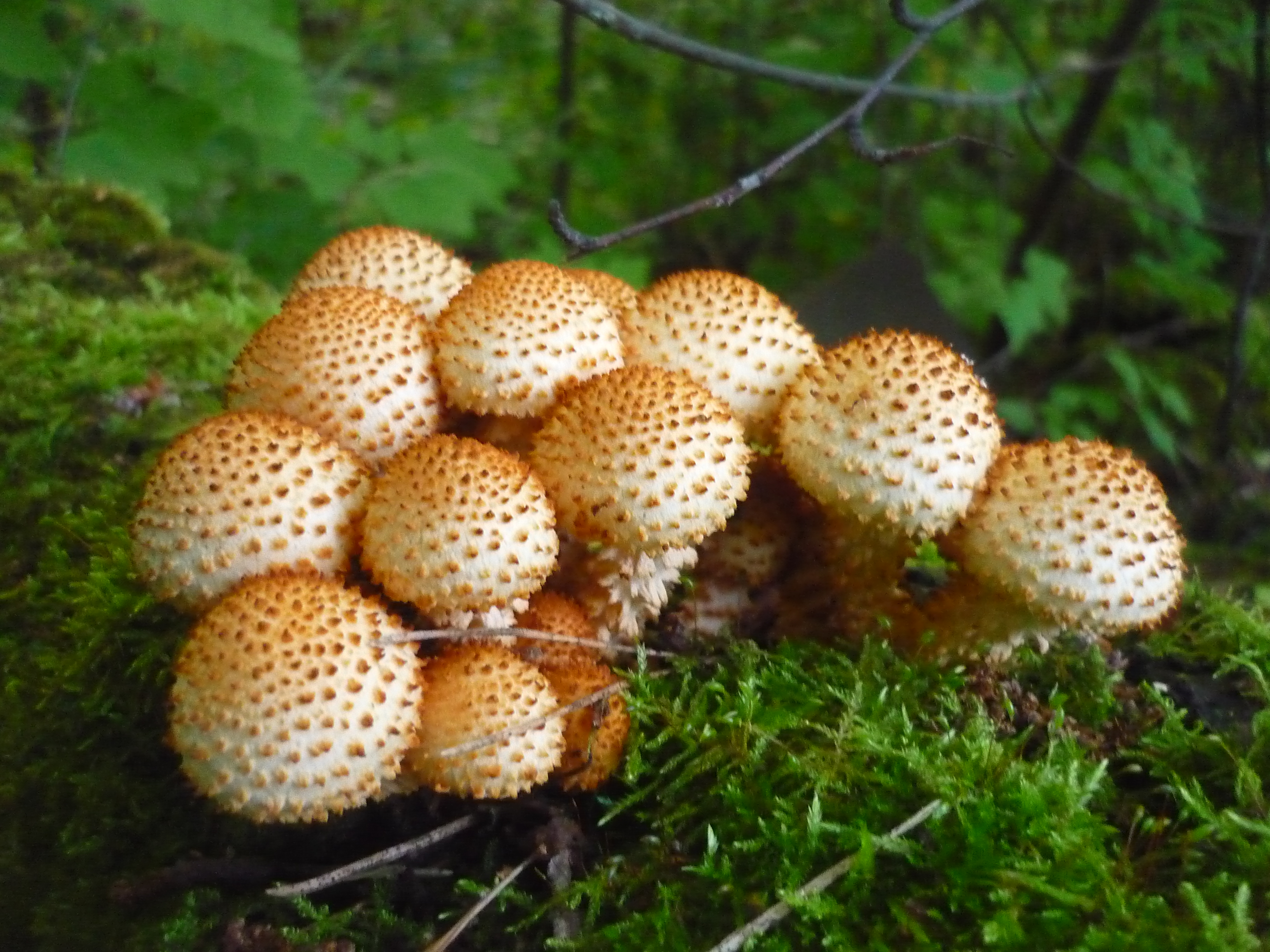
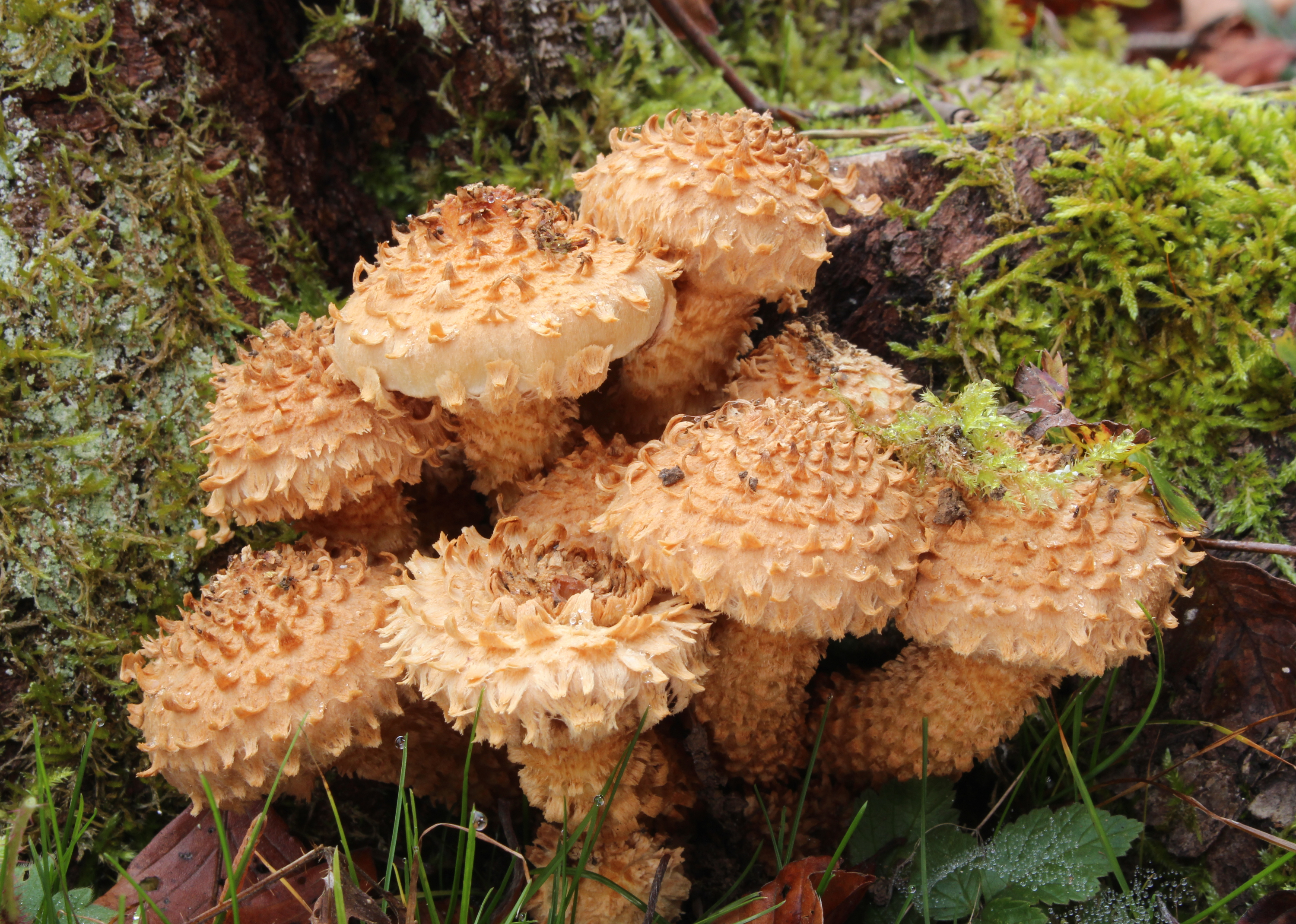
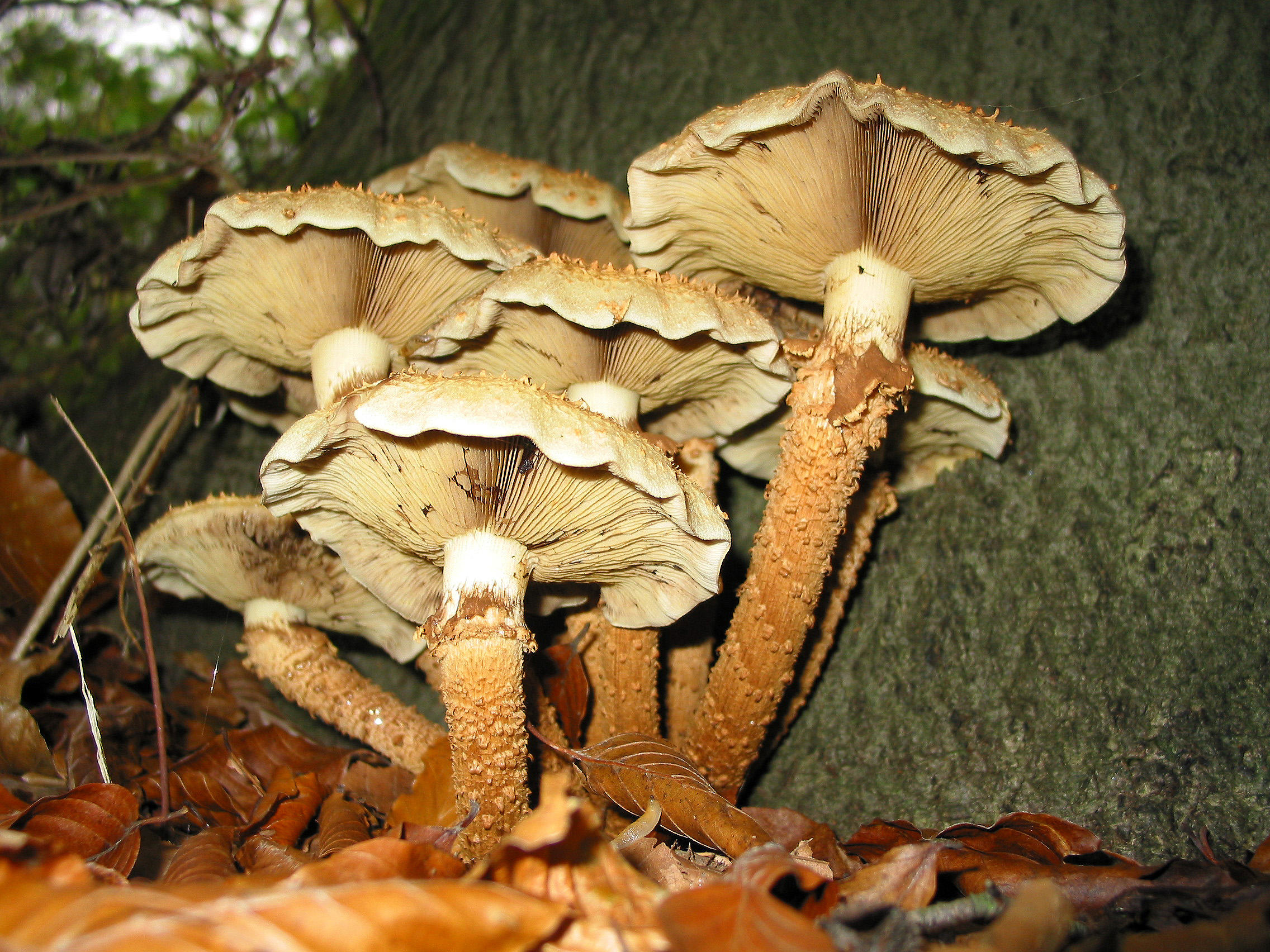
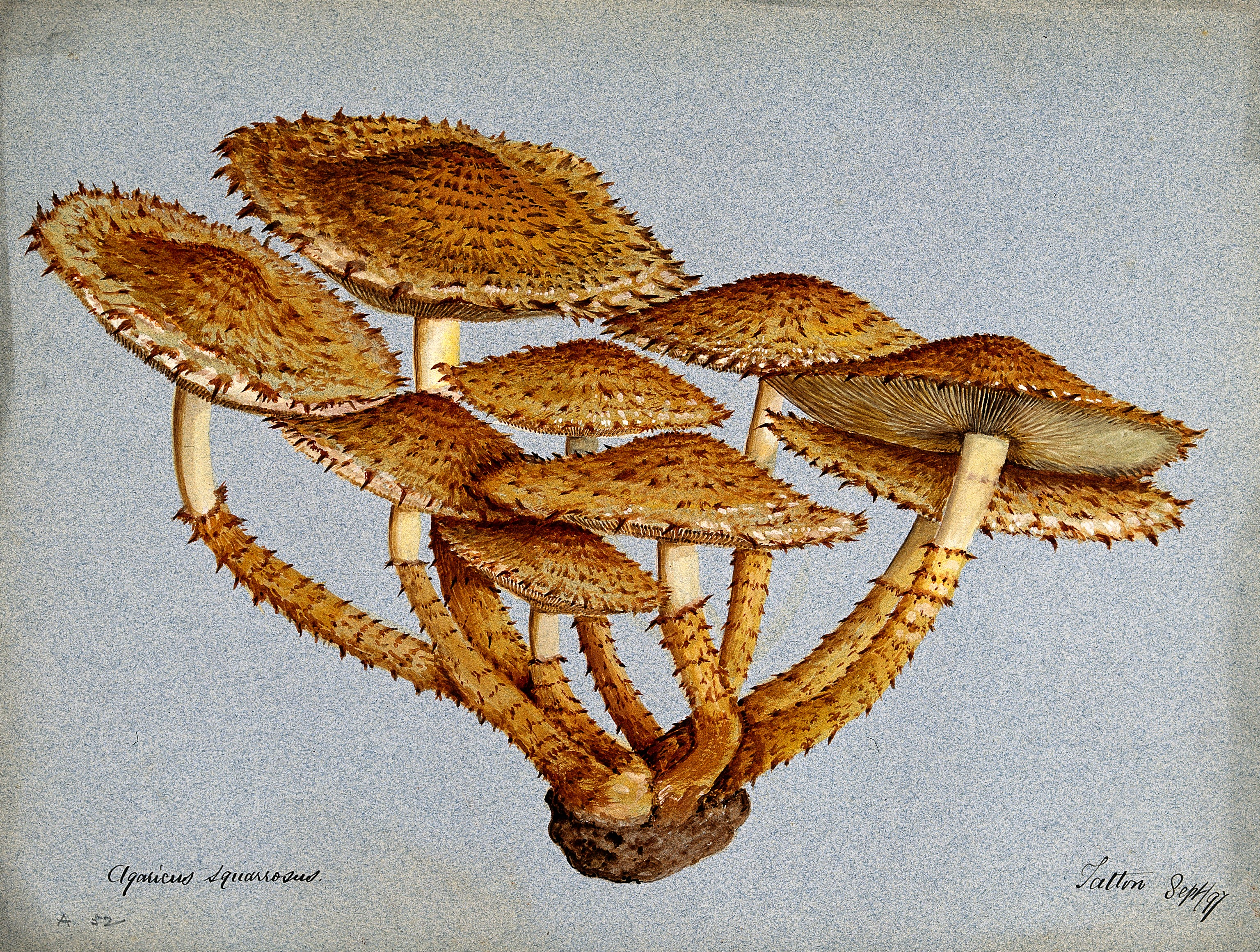